# 155 Dywizja Piechoty (III Rzesza)
155 Dywizja Piechoty (niem. 155. Infanterie-Division) – niemiecka dywizja piechoty z czasów II wojny światowej, sformowana na mocy rozkazu z 11 lutego 1945 roku, poza falą mobilizacyjną w Bolonii przez V Okręg Wojskowy. Jednostka powstała na bazie 155 Dywizji Szkoleniowej utworzonej 2 listopada 1944 r. i szkolącej rekrutów oraz służby tyłowe w północnych Włoszech w Belluno, Weronie i Treviso.

## Struktura organizacyjna
- Struktura organizacyjna w lutym 1945 roku:

1227., 1228. i 1229. pułk grenadierów, 155. pułk artylerii, 155. batalion pionierów, 155. batalion fizylierów, 155. oddział łączności.

## Dowódca dywizji
- Generalmajor Georg Zwade 11 II 1945 – 8 V 1945;

## Szlak bojowy
Dywizja walczyła w ostatnich miesiącach wojny nad Padem, dostała się do niewoli pod Belluno.